# القرية (بعدان)

تعديل مصدري - تعديل

القرية محلة تابعة لقرية ذي الدم، التابعة لعزلة حيسان بمديرية بعدان إحدى مديريات محافظة إب في الجمهورية اليمنية، بلغ تعداد سكانها 76 حسب تعداد اليمن لعام 2004.